# Jean-François Romieu
 (décembre 2023).
- Si vous ne connaissez pas le sujet, laissez ce bandeau (vous pouvez alors contacter les auteurs).
- Si vous supprimez le contenu mis en cause (vous pouvez préalablement contacter les auteurs),

argumentez précisément cette suppression dans la page de discussion
(un manque de référence n'est pas un argument ; une recherche réelle de référence doit avoir été effectuée, être formellement documentée).
 (décembre 2023).
Jean François Romieu, né à Muret (Haute-Garonne) le 2 septembre 1767 et mort le 18 août 1838, est le deuxième doyen de la Faculté des sciences de Toulouse.
Professeur de Mathématiques « transcendantes », il devient membre de l'Académie des sciences, inscriptions et belles-lettres de Toulouse. 

## Biographie
Il commence sa carrière comme instituteur à Miremont (Haute-Garonne) puis il est curé constitutionnel de Muret. Abandonnant le sacerdoce pendant la période de déchristianisation de la Révolution française, il connait une carrière universitaire sous l'Empire puis la Restauration, en tant que premier professeur de Mathématiques de la Faculté des sciences de Toulouse. Il est ainsi le symbole d'une renaissance des études supérieures françaises structurées en facultés. Son biographe est Alexandre Du Mège.

### Ecclésiastique
Jean-François Romieu est né à Muret le 2 septembre 1767, dans le milieu de la bourgeoisie, d'une famille catholique pieuse, ce qui le conduit à entrer au séminaire diocésain de Toulouse.
Intéressé par les mathématiques, selon son biographe, il s'essaie à répondre à un concours lancé par l'académie des sciences, inscriptions et belles lettres de Toulouse sur Fermat. Ainsi, il commet un Éloge de Fermat, qui, s'il n'est pas primé, retient l'attention de son premier biographe, Alexandre Du Mège. Le concours est remporté par l'abbé Louis Genty, qui prononce le discours en 1783 « De l'Influence de Fermat sur son siècle, relativement aux progrès de la haute géométrie, et à l’avantage que les mathématiques ont retiré et peuvent encore retirer de son ouvrage. ». Si Du Mège maitrise la mémoire des faits, à cette époque Romieu a 16 ans.
Toujours, selon du Mège dont il est l'ami et qui dresse de lui une histoire qui frôle l'hagiographie approximative, il devient Maître de conférences au séminaire de Toulouse. Il y enseigne entre autres les mathématiques pendant cinq ans, mais cette mention semble surfaite.
Mgr François de Fontanges le nomme écolâtre de l'école de la fondation de Bernard Ferriol de Miremont, le 26 octobre 1790. Romieu (ou Roumieu) est diacre, il doit assurer l'enseignement et faire dire les messes dans l'église du village prévues par le règlement de la fondation. Il est rémunéré pour cet office de 600 livres annuelles. Il y reste moins d’un an.
On apprend que le 3 juillet 1791, il a été précédemment ordonné prêtre et qu'il quitte ce ministère d'écolâtre pour aller à Muret assurer la charge curiale, où il a reçu l'investiture de l'évêque et a été élu. Ainsi il a reçu l'ordination sacerdotale à moins de 25 ans, il a donc dû avoir une dispense pour l'être et il fait partie des 8 % de sa classe d'âge dans le diocèse de Toulouse.
L'évêque qui le nomme est l'évêque constitutionnel Antoine Pascal Hyacinthe Sermet ; il est vraisemblable que Romieu a été ordonné prêtre par Sermet, celui-ci avait procédé à des ordinations le 18 juin 1791, mais son nom ne figure pas parmi les ordinants, rendant difficile l'identification de la date, du lieu d'ordination et de l'évêque consécrataire. Très vite Sermet ordonne deux prêtres le 18 juin, dix le 24 septembre 1791, suivent d'autres ordinations en octobre, novembre et décembre 1791. Très peu de prêtres acceptent de prêter le serment à la constitution civile du clergé. Il y a un enjeu important pour le nouvel évêque de pourvoir aux fonctions curiales des prêtres assermentés. Il est donc vraisemblablement prêtre constitutionnel. Dans le district de Muret seuls 22 % des confrères le sont. On retrouve effectivement Jean François Romieu, curé de Saint-Jean-Baptiste de Lacombe annexe de Saint-Jacques du Muret. En 1791-1792, il y signe les registres. Il a aussi remplacé le curé de la paroisse Saint-Jacques, Pierre Cornus, ancien député du clergé aux États généraux de 1789 pour le Comminges, insermenté. Comme de nombreux prêtres assermentés il a dû arrêter ses fonctions curiales en 1793. 
Comment a–t-il vécu cette période révolutionnaire ? Comme pour l'ensemble du clergé français, la chose a dû être très difficile après l'établissement de la première République et l'abolition de la monarchie constitutionnelle (septembre 1792). Le 25 prairial an III (16 juin 1795) alors que la persécution anti-chrétienne diminue, et que les églises se rouvrent petit à petit au culte catholique, le conseil général de la commune de Muret dénonce l'« ex-notable » Romieu pour « avoir provoqué des arrestations pour se venger des citoyens qui ne croyaient point à la doctrine qu’il prêchait, plutôt pour assouvir ses passions haineuses que dans l'intention de servir les projets d'une faction qui tyrannisait alors la France ».
Du Mège veut nous instruire sur les qualités pastorales de curé Romieu « Là, voulant apaiser les haines, il fit de nombreux efforts pour réunir sous la même bannière, pour rassembler au pied du même autel des Français, divisés alors, non-seulement en deux factions politiques, mais, ce qui était plus redoutable encore, en deux sectes rivales. Mais ses soins ne produisirent pas le bien qu'il en avait attendu les plaies étaient trop récentes, trop profondes, trop douloureuses pour être cicatrisées ».
En 1803 l'abbé Romieu ne figure pas dans la liste générale des ecclésiastiques employés dans le diocèse de Toulouse. A-t-il quitté l'état clérical ? On peut le supposer car dans la liste des membres de l'académie des Sciences des Arts et Belles Lettres de Toulouse, qu'il a intégrée en 1807 comme trésorier perpétuel, il n'est pas mentionné comme « l’abbé » alors que d'autres ecclésiastiques disposent du titre.

### Professeur de mathématiques
Son travail, en tant que membre du jury d'instruction publique, consiste à faire partie des visites d'écoles privées avec le président de l'administration municipale, un administrateur municipal faisant fonction de commissaire du Directoire exécutif, procédant en vertu de l'arrêté du Directoire exécutif du 17 pluviôse an VI (5 février 1798), relatif à la surveillance des écoles particulières, pensionnats et maisons d'éducation. Puis, pour Jean-François Romieu, vient le temps de l'école centrale. Du Mège idéalise son ami et nous apprend que Romieu est écarté de l'école centrale nouvellement créée, « pourtant on allait chercher dans son cabinet, ce qu'on ne trouvait pas toujours dans le nouvel établissement ». « La lucidité de ses démonstrations, la simplicité de ses méthodes, son aptitude à comprendre, à démontrer les vérités les plus abstraites, à résoudre les questions les plus difficiles, attiraient près de lui tous ceux qui éprouvaient le besoin d'une connaissance approfondie des mathématiques. Vivement attaché à ses élèves, cherchant leur avantage bien plus encore que le sien, on le voyait, alors que l'époque des examens pour l'admission à l'École Polytechnique approchait, redoubler de zèle pour leur instruction. Il leur prodiguait alors tout son temps, toutes ses facultés, et surtout cette facilité si remarquable avec laquelle il expliquait ce que la science offre de plus difficile en apparence. Ce n'était plus notre professeur, c'était un ami dévoué qui voulait assurer, qui assurait presque toujours nos succès. Être élève de M. Romieu était alors une garantie d'admission dans l'école destinée à perfectionner les jeunes talents de ceux qui se destinaient au service public, soit dans les armes savantes, soit dans le corps des ponts et chaussées. » 
Par le décret du 7 mars 1806, Romieu est nommé professeur au lycée de Toulouse. Le Journal de la Haute Garonne présente la cérémonie de l'installation du proviseur (l'abbé Savy) et des professeurs au Lycée, pendant laquelle le recteur  de l'académie impériale Jammes, le 15 février 1810, reçoit le serment des enseignants : « La séance fut ouverte par la lecture des arrêtés de Son Excellence Monseigneur le grand maître de l'Université Impériale Louis de Fontanes, portant nomination des différents fonctionnaires et professeur de cette institution ». Le Recteur reçoit le serment de fidélité de la part des professeurs présents. Ils ont la charge « de former l'esprit et le cœur, à en extirper les vices, à y substituer les vertus, et à donner aux élèves la meilleure de toutes les leçons, celle de l'exemple ».
Il entre à l'Académie des sciences inscriptions et belles lettres en 1807, au rétablissement de celle-ci. Comme nombre de ses collègues des facultés, Romieu fait partie de la bonne société toulousaine.

### Universitaire
Pour être universitaire, il faut un doctorat. Quel fut le doctorat de Romieu ? En fait sa bibliographie, qui a traversé le temps, n'a rien à voir avec celle de son prédécesseur, dont les moyens financiers étaient certainement plus importants. Ainsi sa bibliographie est tout à fait modeste, et rien n'est accessible puisque seuls les noms de ces articles subsistent. Toutefois un manuscrit intitulé Expérience comparative sur la vinification, faite par M. Roumieux, dans la commune de Miremont, canton d'Auterive, arrondissement de Muret (Haute-Garonne) (Toulouse, de l'imprimerie de Vieusseux, in-80 de 16 pages) a existé, il est possible que ce fut une des deux thèses, quoique cet ouvrage fut publié bien après que la faculté fut formée et qu'il était déjà doyen.
Le décret impérial du 17 mars 1808 « portant organisation de l'Université » prévoyait la création d'une Faculté des sciences, « établie près du Lycée ». Au sommet de la nouvelle hiérarchie des établissements universitaires étaient placées « les Facultés pour les sciences approfondies et la collation des grades » (art. 5, § 1). La faculté des sciences était composée du «premier professeur de mathématiques dudit Lycée, d'un second pour la même branche, d'un professeur d'histoire naturelle, un de physique et de chimie», enfin du proviseur et du censeur, si ces derniers étaient munis du diplôme de docteur dans l'ordre des sciences. Au lieu de constituer cette Faculté de toutes pièces, on transforma l'École spéciale, qui existait depuis déjà cinq ans, en augmentant de deux le nombre des professeurs. Le premier Doyen fut Philippe-Isidore Picot, baron de Lapeyrouse, baron d'Empire, avocat général des eaux et forêts, professeur à l'École des mines en l'an III (1795), inspecteur général, chargé de l'enseignement de l'histoire naturelle à l'École centrale de Toulouse et à l'École spéciale, vénérable de « la grande loge provinciale de Toulouse ». L’ex-abbé Roger-Martin, professeur de physique expérimentale, Jean-Bertrand-Pierre-Anne Dispan, professeur de chimie, Jean François Romieu, Professeur de mathématiques pures, Jean-Pierre-Marguerite d'Aubuisson, professeur de mathématiques appliquées. Jean-Louis Assiot, professeur adjoint de mathématiques appliquées. Isidore-Thérèse-Gérard Picot De Lapeyrouse, fils du doyen, professeur adjoint d'histoire naturelle.
La séance d'installation de la Faculté n'eut lieu que dix mois après la nomination des professeurs, le 1er mai 1810, dans une des grandes salles du Lycée, en présence de plusieurs hauts fonctionnaires et des élèves de ce dernier établissement. Elle se trouvait, pour ainsi dire, dans une de ses dépendances de l’ancienne École Centrale avec la bibliothèque du « ci-devant Collège». La faculté était donc située à l’actuel collège Pierre de Fermat (ancien collège royal), rue Lakanal. Il n’y avait que très peu d’étudiants. Le recteur Jammes dans son discours pour la rentrée des classes, en présence du conseil académique et des facultés le 3 novembre 1813 déclarait de façon satisfaite « Les progrès des facultés des sciences et des lettres sont également connus. La multiplicité de leurs fonctions ne me permet pas de les parcourir en détail. Je me borne à observer que trois élèves admis cette année à l’école polytechnique, et cinquante-un bacheliers dans les lettres, justifient l’application des disciplines et la perfection des maitres».
Reste inconnue pour nous « la multiplicité de leurs fonctions » que l'on devine à peine. Avant le décès de Lapeyrouse, le 18 octobre 1818, Jean-François Romieu est investi doyen de la faculté, il y reste jusqu'à son décès en 1838.
Du Mège le célèbre en indiquant : « Il avait formé un nombre considérable d'élèves distingués; et cependant aucun des ministères sous lesquels il exerça ces importantes fonctions, avec des succès non contestés, ne songea à lui donner cette distinction honorifique que le grand Capitaine [Napoléon premier] institua pour récompenser tous les mérites, tous les services éclatants. Mais ne plaignons que ceux qui ne surent pas dignement reconnaître les longs travaux de notre confrère. La mémoire d'un vain titre s'efface; il n'en est pas ainsi des services éminents rendus à l'état et aux familles. Le bien opéré par un savant professeur ne meurt point; il est inscrit dans les annales de la science comme dans les cœurs de ceux qu'il a servis, qu'il a placés aussi haut, et quelquefois même plus haut que lui, dans l'estime publique. » On connait ses collègues de la faculté, le secrétaire était d'Aubuisson, professeur de Mathématiques tout comme Asiot professeur adjoint. Picot de Lapeyrouse, professeur, et son fils professeur adjoint étaient chargés de l'Histoire Naturelle. On retrouvait Roger-Martin et Dispan déjà vus. On connait de lui un portrait mis ici en copie peint en 1823 par L. Bellisle, artiste peintre toulousain.
Romieu meurt le 18 août 1838. Tajan, président de l'Académie prononçait son éloge funèbre. Il est remplacé par Henri Molins, comme professeur de mathématiques à la faculté le 29 septembre. Jean-Pierre Boisgiraud le remplace comme doyen de la faculté.
Du Mège exprime sa tristesse « Il fut mon professeur et toujours mon ami. Pourrai-je oublier avec quelle joie il croyait apercevoir pour moi, dans un service étranger, un avancement honorable et rapide ? Pourrai-je effacer de mon souvenir le vif intérêt qu'il prit à ma conservation, au milieu des chances aventureuses que m'offrit quelquefois la Péninsule Hispanique ? »

## Publications
- Mémoire sur le cercle et les corps ronds, Académie des Sciences, Inscriptions et Belles Lettres Toulouse, 1808[22].
- Mémoire sur la transformation des quantités dans lesquelles il entre des imaginaires, Académie des Sciences, Inscriptions et belles lettres Toulouse 1810[23].
- Mémoire sur la mesure des Tonneaux, Académie des Sciences, Inscriptions et belles lettres Toulouse 1818[24].
- Expérience comparative sur la vinification, faite par M. Roumieux, dans la commune de Miremont, canton d'Auterive, arrondissement de Muret (Haute-Garonne), Toulouse, imprimerie de Vieusseux, in-80 de 16 pages, 1822[25].
- Solution de deux problèmes de géométrie, Mémoires de l'académie des Sciences, Inscription et Belles Lettres de Toulouse, 1834, série 2, tome 3, volume 1, p. 22.
- Sur le théorème de Taylor, Mémoires de l'académie des Sciences, Inscription et Belles Lettres de Toulouse, 1837, Série 2 Tome 4, volume 1, p. 21.